# José Martí Pérez

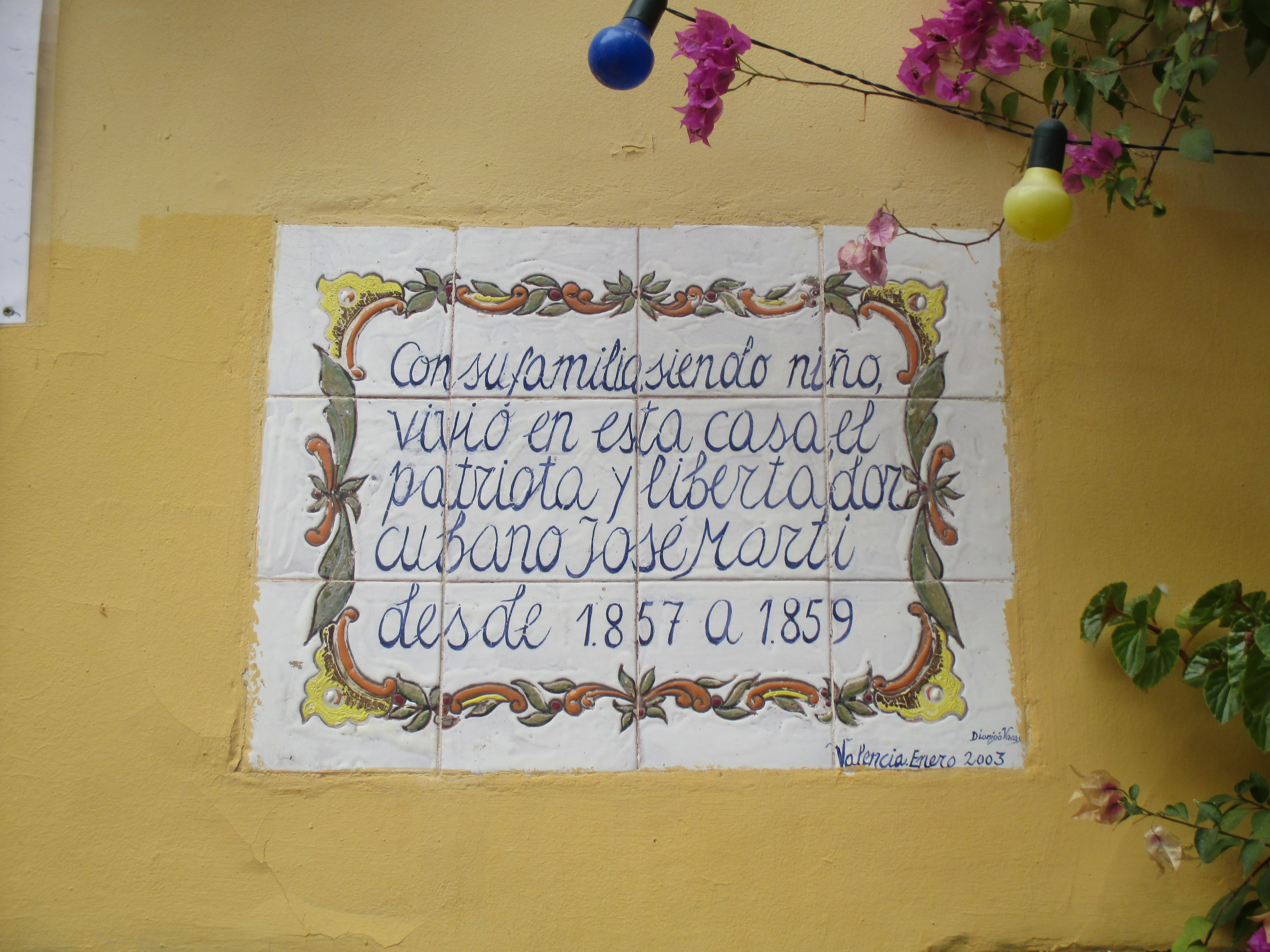
Una placa a la Plaça del Miracle del Mocadoret, València qui mostra la casa on va viure José Martí.

José Julián Martí Pérez (l'Havana, Cuba, 28 de gener del 1853 - Dos Ríos, 19 de maig del 1895), també conegut pels cubans com «l'apòstol», fou un polític, pensador, periodista, filòsof, poeta i maçó cubà d'origen valencià i canari, creador del Partit Revolucionari Cubà (PRC) i organitzador de la Guerra del 95 o «guerra necessària». El seu pensament va transcendir les fronteres de la seva Cuba natal per a adquirir un caràcter universal.

## Infància i joventut
Els seus pares van ser Marià Martí i Navarro, procedent de Campanar, l'Horta de València, i Leonor Pérez Cabrera, originària de Santa Cruz de Tenerife, illes Canàries. Va estudiar al col·legi de San Anacleto, dirigit per Rafael Sixto Casado i més tard al col·legi de San Pablo, dirigit per Rafael María de Mendive, qui es convertiria en un segon pare per a ell. Amb els seus pares viatja a Espanya el 1857 i tornà a Cuba el juny del 1859. El seu pare va ocupar diversos càrrecs en l'exèrcit: primer va ser zelador i més tard va ocupar el lloc de capità, jutge pedani de L'Havana al sud de l'actual província de Matanzas, des d'abril del 1862 fins a gener del 1863. Durant aquest temps, el seu pare el duia amb ell i el tenia al seu costat.

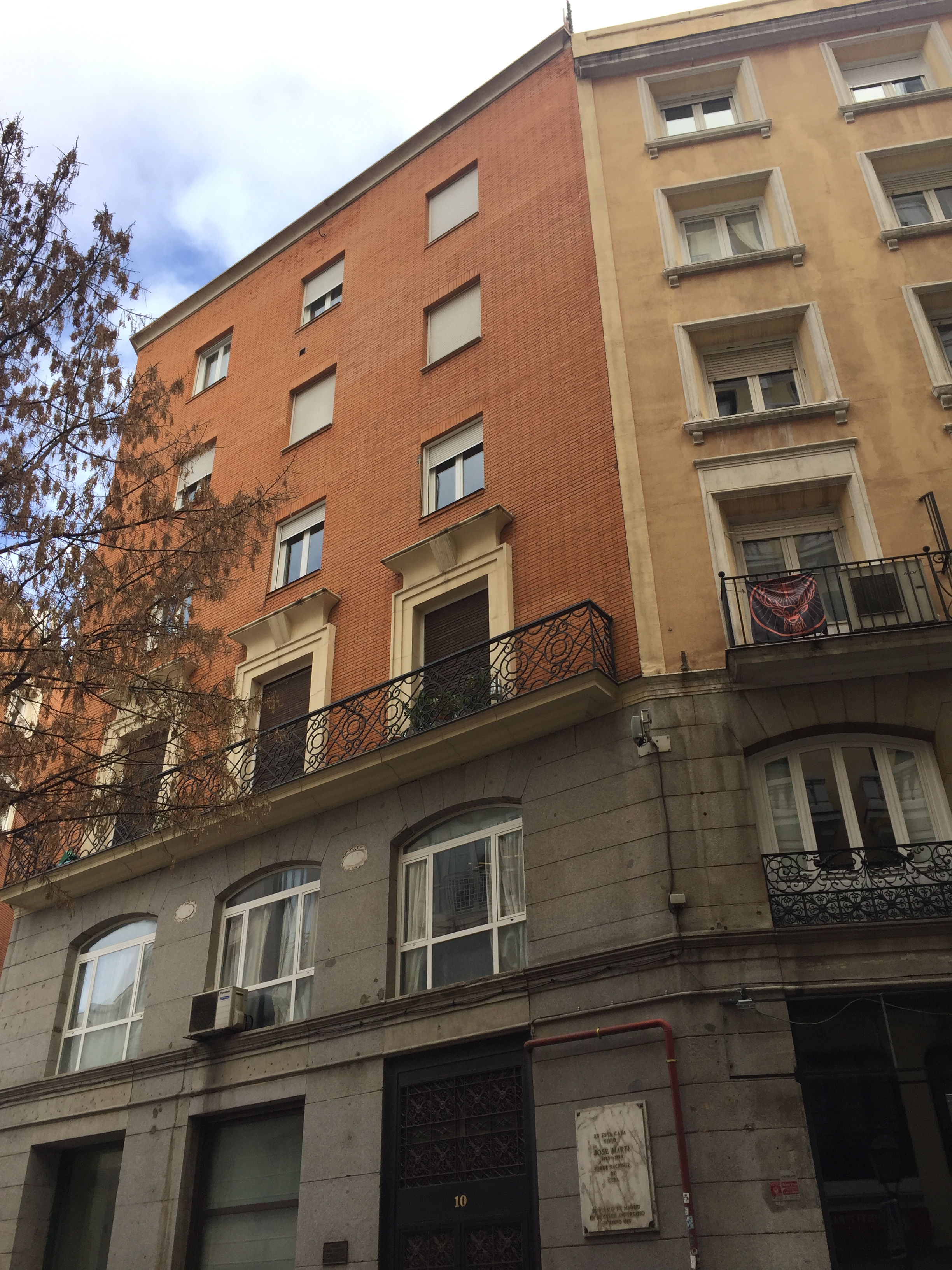
Casa a Madrid on visqué José Marti, al carrer Desengaño 10

Gràcies a gestions del seu mestre i educador Rafael María de Mendive, a l'agost del 1866 ingressa en l'Institut de Segon Ensenyament de L'Havana. El 19 de gener del 1869, ja començada l'anomenada Guerra dels Deu Anys (1868-1878) en els camps cubans, publica al costat del seu amic Fermín Valdés Domínguez els seus primers articles polítics en El Diablo Cojuelo, periòdic que pertanyia a aquest últim. El 23 de gener d'aquest mateix any, va editar un únic número del seu periòdic La Patria Libre, en què fa públic el seu drama en vers Abdala.

## Presó i bandejament

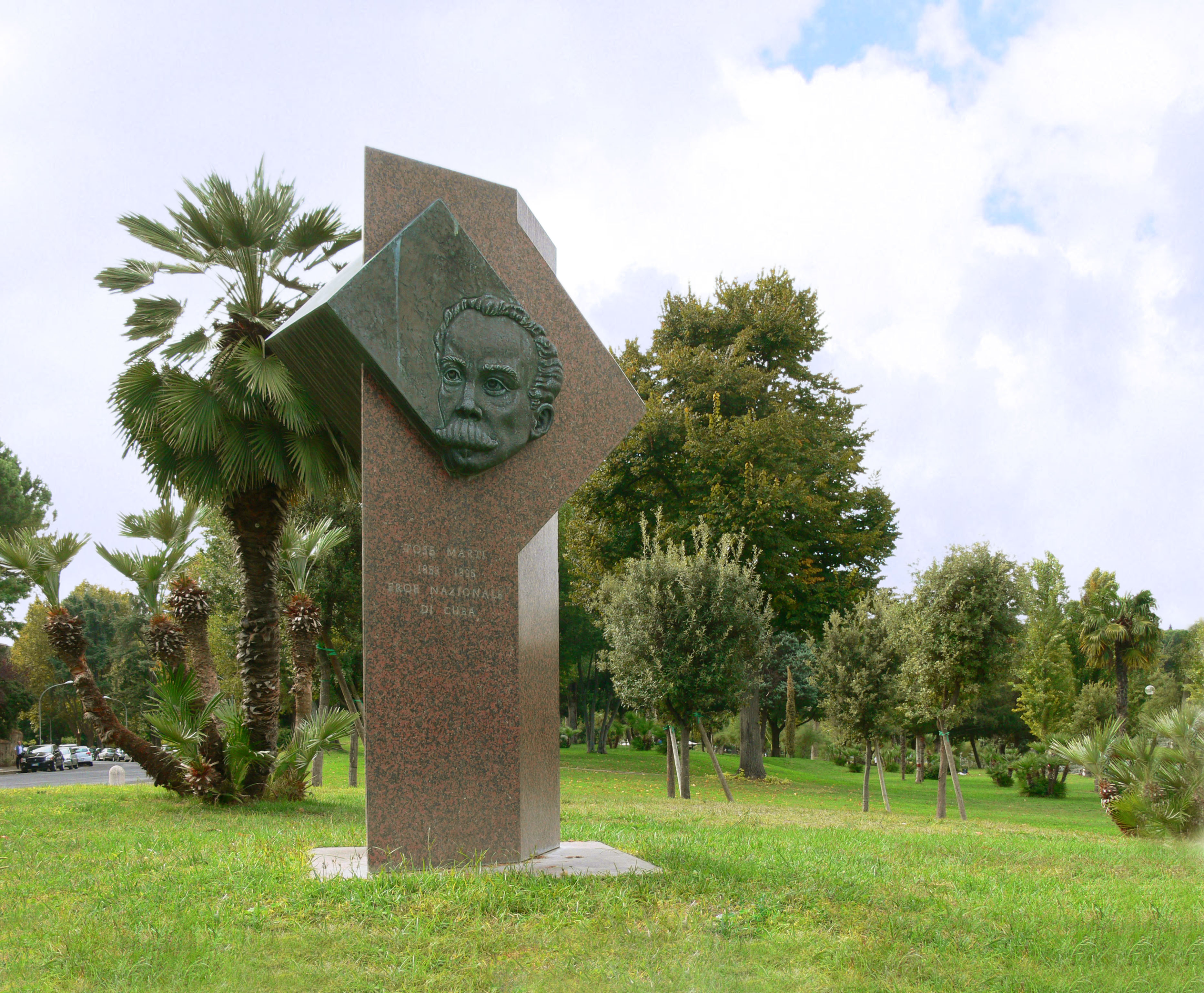
Monument a José Martí a EUR, Roma

Arran de l'empresonament del seu mestre i guia Mendive, a causa dels successos del teatre Villanueva entre un grup de partidaris de la independència i els més recalcitrants elements d'un cos paramilitar anomenat Els Voluntaris, es produïxen diversos registres en els habitatges de molts criolls intel·lectuals, entre aquests, la casa de Fermín Valdéz Domínguez, el seu amic, lloc on es troba una carta signada per Martí i dirigida a Carlos de Castro y de Castro, en la qual el tracta de traïdor per no donar suport a la causa criolla i haver-se allistat en l'exèrcit espanyol. Jutjat en consell de guerra, Martí, que a més en aquest judici assumeix tota la responsabilitat, va ser condemnat a 6 anys de presó i Fermín Valdéz a sis mesos. El 21 d'octubre del 1869, a l'edat de 16 anys, Martí ingressa a la presó.
El 4 d'abril del 1870 va ser dut a les pedreres de San Lázaro, al costat d'altres presos, a realitzar treballs forçats. Allí va conèixer les injustícies de la presó i la rudesa amb què les autoritats espanyoles tractaven els condemnats. Afeblida la seva salut, el seu pare farà diverses gestions fins que assoleix que li commutin la pena pel bandejament a Espanya. Així el 15 de gener del 1871 surt rumb a Cadis; poc després, s'estableix a Madrid i en aquest mateix any publica El presidio político en Cuba, la seva primera obra en prosa i en la qual denuncia les atrocitats del govern colonial espanyol a l'illa, i en particular mostra horroritzat les atrocitats que es van cometre amb un altre dels presoners: Pedro Figeredo, un nen que era sotmès a treballs forçats estant malalt. També comença els seus estudis de Dret en la Universitat Central i inicia al mateix temps una incipient però ràpida activitat política en la metròpolis que el duu a sostenir polèmiques amb el periòdic madrileny La Prensa, i en què condemna l'afusellament dels 8 estudiants de medicina a l'Havana, esdevingut el 1871, injustament acusats d'haver profanat la tomba del periodista espanyol Gonzalo de Castañón. Val a dir sobre aquest fet que aquests estudiants de medicina van ser condemnats realment per estar vinculats a activitats de dreta i per la ràbia que causava a l'exèrcit espanyol els triomfs militars que estaven ocorrent en Orient; perquè ja havia començat la Guerra dels Deu Anys o Guerra Gran. Aquesta va ser una època de violentes repressions contra la població civil cubana.
Després d'operat per les lesions produïdes pels grillons de la presó, per les quals seguirà sofrint la resta de la seva vida, es trasllada a Saragossa. Allí, el 1874 acaba el seu drama Adúltera, es gradua de llicenciat en dret civil i canònic i, pocs mesos després, de llicenciat en filosofia i lletres. A fins del 1874, viatja a diverses ciutats europees, entre aquestes París, on coneix Victor Hugo, Auguste Bacquerie i, més tard, en un segon viatge, l'actriu Sarah Bernhardt. Poc després, viatja a Mèxic, i desembarca a Veracruz. Allí va experimentar dos anys transcendentals en la seva vida, ja que va aprendre a conèixer l'Amèrica profunda, l'Amèrica indígena i el seu passat de grandesa. En aquest mateix país, contreu matrimoni, el 1877, amb Carmen Zayas-Bazán, de Camaguey, provinent d'una família benestant exiliada a Mèxic.
Aquesta època va a ser molt intensa per a la vida de Josep Martí: viatja a Guatemala, on va ser nomenat catedràtic de literatura i d'història de la filosofia en l'Escola Normal central de ciutat de Guatemala; col·labora en diverses publicacions com la revista Universidad i és nomenat vicepresident de la societat literària Patria y Libertad. En aquests temps, sosté una profunda amistat amb María García Granados, filla de l'expresident guatemalenc Miguel García Granados i a la qual immortalitzaria en el seu poema La niña de Guatemala, amb versos senzills. El 31 d'agost del 1878, retorna a l'Havana i allí comença a treballar en els bufets d'advocat de Nicolás Azcárate i Miguel Viondi. El 22 de novembre, neix el seu fill José Francisco, a qui tots coneixerien després com a «el Ismaelillo», per l'obra que li va dedicar, del mateix nom. El 21 d'abril del 1879, pels seus discursos en el Liceu de Guanabacoa, va ser detingut i acusat de conspirador, motiu pel qual és deportat novament cap a Espanya el 25 de setembre d'aquest mateix any.

## Escenes nord-americanes
El 1881, s'establí a Nova York, lloc on comença a planificar i organitzar la independència de Cuba, col·laborant amb els periòdics novaiorquesos The Hour i The Sun. A partir d'aquest moment, la seva vida no té repòs. Discursos, publicacions i trobades per a organitzar la guerra, van ser activitats mitjançant les quals es formà un nucli de cubans emigrats dintre de clubs revolucionaris que fou la cèl·lula fonamental del que més tard seria el Partit Revolucionari Cubà (PRC), fundat el 5 de gener del 1892 al Club San Carlos, Cayo Hueso, Florida (EUA); fou el resultat d'anys d'intensa labor de reunificació i organització de l'exili cubà per a recomençar la «guerra necessària», i quedaren les causes de Cuba i Puerto Rico unides en els estatuts del PRC.
Ja en aquesta època, Martí, a més de resumir en la seva obra i acció el més avançat de l'esperit progressista del pensament polític cubà, Félix Varela, José de la Luz Caballero, és a més un americanista convençut en la necessitat de la unió del que el va denominar Nuestra América, convertint-se indiscutiblement en un dels pensadors més il·lustres d'Amèrica i del món, el pensament del qual conserva tota vigència en els nostres dies. El que Martí predica en el seu temps és el que s'ha d'assolir en aquest. El 5 de setembre del 1881, escriu Cartas de Nueva York o Escenas Norteamericanas, que apareixeran en diferents diaris americans com La Opinión Nacional de Caracas, El Partido Liberal de Mèxic, La Nación de Buenos Aires, La América de Nova York i d'altres. El 1882, escriu la majoria dels poemes coneguts com a Versos Libres.
Per aquesta època, la intensa labor periodística i al mateix temps la seva tasca d'organitzador de la guerra provoquen una ruptura amb la seva esposa Carmen Zayas-Bazán, de qui se separa definitivament. Aquesta, mitjançant un cònsol radicat a Nova York, el separa del seu fill i escapa sense el seu consentiment. El 1883, és redactor de La América, de la qual més tard seria director. El 1885, publica Amistad funesta, considerada avui com la primera novel·la modernista.
El 1886, treballa sense descans com corresponsal a Nova York en diversos periòdics llatinoamericans com La América, El Latino Americano, La República d'Hondures i La Opinión Pública de Montevideo. El 16 d'abril del 1887, s'encarrega del consolat de l'Uruguai a Nova York; al setembre, acaba la traducció de Ramona, de Helen Hunt Jackson, col·labora en l'El Economista Americano de Nova York i treballa en la traducció del poema Lalla Rookh, de Thomas Moore, que no ha pogut ser trobada. El 25 de març del 1889, apareix publicada en The Evening Post la seva carta de "Vindicación de Cuba" en resposta a un article del The Manufacturer de Filadèlfia sobre la possible compra de Cuba pels Estats Units. Al juliol d'aquest any, apareix La Edad de Oro, revista mensual dedicada als nens d'Amèrica, enterament redactada per ell i de la qual només van sortir quatre números. El 24 de juliol del 1890, va ser nomenat cònsol de l'Argentina a Nova York, el 30 del Paraguai i a l'octubre comença a treballar com a instructor d'espanyol en la classe nocturna de l'Escola Central de Nova York. Aquest mateix any, és designat representant de l'Uruguai en la Comissió Monetària Internacional Americana de Washington DC.
Per dedicar-se completament a la seva tasca patriòtica d'organització de la guerra a Cuba i per fer callar les protestes del cònsol espanyol, l'octubre del 1891, renúncia a tots els seus càrrecs de cònsol de l'Argentina, Uruguai i Paraguai, així com a la presidència de la Societat Literària Hispano-Americana. Convidat per Néstor Leonelo Carbonell en nom del Club Ignacio Agramonte, arriba a Tampa el 25 de novembre del 1891 i, el 26 i 27, pronuncia els seus discursos Con todos y por el bien de todos i Los pinos nuevos. El 5 de gener del 1892, en reunió de presidents de les agrupacions patriòtiques dels clubs en l'Hotel Duval House, s'aproven les bases i estatuts del Partit Revolucionari Cubà. De retorn a Nova York, pronuncia un discurs conegut com a Oració de Tampa y Cayo Hueso al Hardman Hall. Funda el periòdic Patria, que apareix el 14 de març i és escollit delegat del Partit Revolucionari Cubà. El 31 d'agost, parteix a entrevistar-se amb Máximo Gómez, el generalíssim, a Montecristi (República Dominicana). De retorn a Nova York, continua amb la seva activitat fins que, el 25 de maig del 1893, es trasllada de nou a Santo Domingo, on una vegada més s'entrevista amb Gómez i, el 30, conferència amb el major general Antonio Maceo a San José de Costa Rica. El 28 d'octubre, pronuncia a Nova York un discurs en honor de Bolívar, i prossegueix el seu intens treball d'organització per mitjà d'una copiosa correspondència i viatges incessants per Estats Units, Costa Rica, Panamà, Jamaica, i Mèxic, país on s'entrevista amb el seu president Porfírio Díaz.

## La guerra necessària

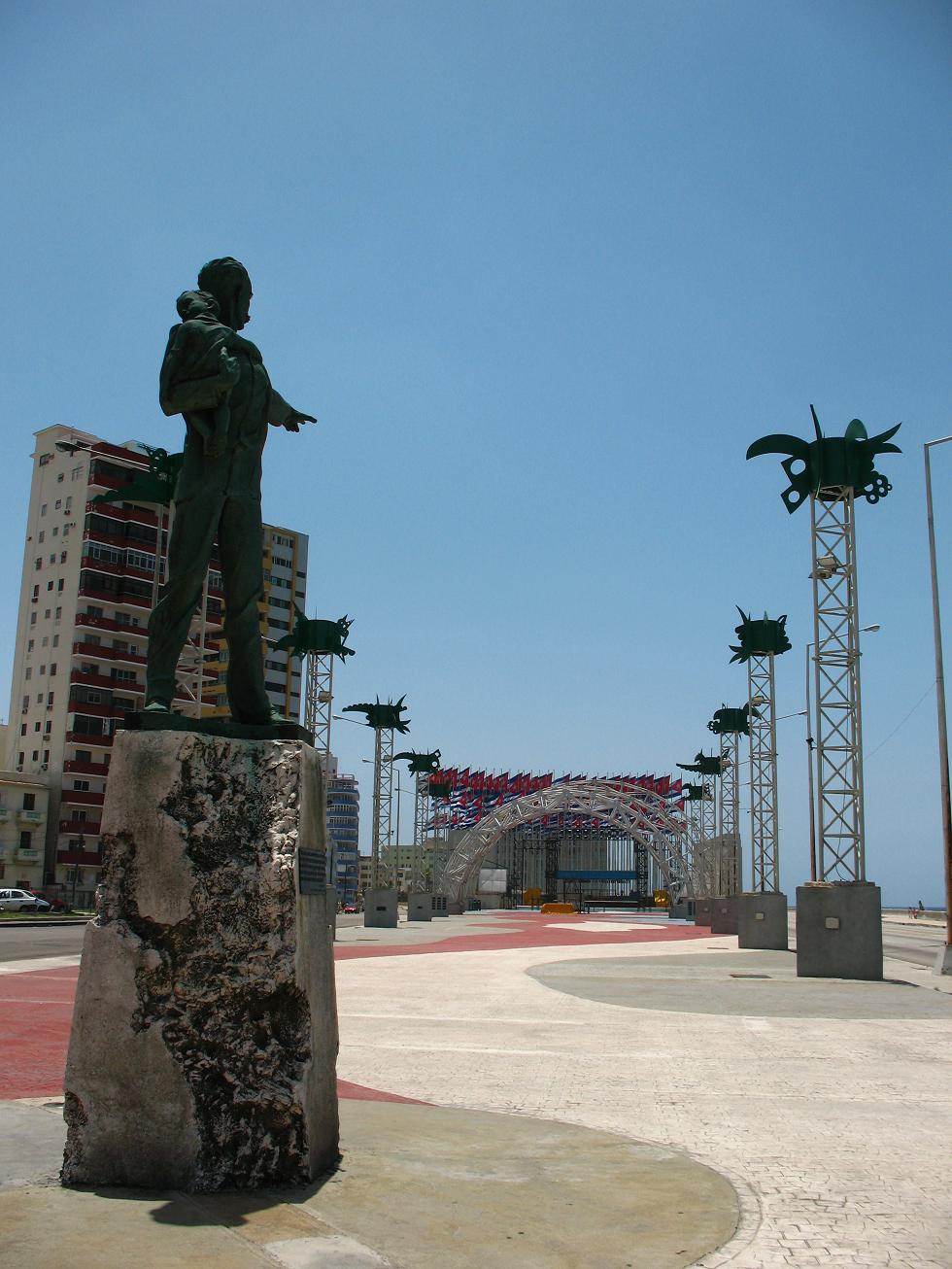
Estàtua a José Martí amb la tribuna antiimperialista de l'Havana de fons

Cap a finals del 1894, gairebé ha completat els detalls del «Pla Fernandina», consistent a envair l'illa de Cuba mitjançant tres expedicions coordinades amb aixecaments interns; però el pla fracassa per una delació en la qual es culpa el coronel López de Queralta. Una vegada fracassat el pla, el 30 de gener del 1895, surt de Nova York cap a Cap Haitià en companyia de Mayía Rodríguez i d'Enrique Collazo. El 25 de març, després de conèixer les notícies de l'alçament a Cuba, redacta El manifiesto de Montecristi, programa ideològic de la revolució, signat per ell i per Máximo Gómez. L'1 d'abril, escriu a Gonzalo de Quesada y Arostegui i surt de Montecristi cap a Cuba amb Máximo Gómez i altres patriotes en la goleta Brothers, el capità de la qual es nega a complir els pactes, i arribar fins a les costes cubanes. Finalment, el 10 del mateix mes, parteixen de Cap Haitià en el vapor Nordstrand cap a Cuba i desembarca en el lloc conegut com a Playitas de Cajobabo, al sud de la regió oriental de l'illa.
L'11 d'abril d'aquest any del 1895, en ple bosc, estableixen contacte amb l'escamot de Félix Ruenes i més tard amb les forces de José Maceo, germà de l'heroic general Antonio Maceo, i el 3 de maig redacta el manifest sobre les causes de la guerra per al New York Herald. El 15 d'abril, els generals veterans de la Guerra dels Deu Anys, Màxim Gómez i Antonio Maceo, en just reconeixement a la seva tasca titànica d'organitzar la guerra i unir els cubans en un mateix objectiu, la independència, el nomenen major general de l'exèrcit alliberador.

## Caiguda en combat
El 19 de maig del 1895, cau en combat prop d'un lloc conegut com a Dos Ríos, on es creuen els rius Cauto i Contramaestre, en una escaramussa contra una tropa comandada pel coronel espanyol Ximénez de Sandoval. Una bala va segar la vida de l'heroi cubà en plena maduresa; els espanyols es van apoderar del cadàver de l'apòstol i, després de comprovar que es tractava del cap cubà, el van enterrar al cementiri de Santa Ifigènia, a la ciutat de Santiago de Cuba. Algunes versions suggereixen que bé es va tractar d'un suïcidi polític per a un heroi ideològic sense experiència en el combat, unes altres han suggerit que havia pogut caure víctima d'un encreuament de tirs, potser per la mà d'un dels seus propis homes de combat.
El seu geni polític va depassar les fronteres de la seva terra i la seva època; les facetes del seu pensament es troben interrelacionades en la tasca que es va imposar i a la qual va dedicar tota la seva vida: la unitat de tots els cubans, l'expulsió del domini colonial espanyol de l'illa, evitar el perill d'una expansió nord-americana i fundar una república lliure i independent, «amb tots i per al bé de tots».

### Prosa
- Miller, Nicola. In the Shadow of the State: Intellectuals and the Quest for National Identity in Twentieth-Century Latin America. London: Verso, 1999: 96-114.
- Molloy, Silvia. «His America, Our America: Jose Martí Reads Whitman». Spanish American Literature: From Romanticism to 'Modernismo' in Latin America. Eds. David William Foster & Daniel Altamiranda. New York & London: Garland, 1997: 257-267.
- Fernández Retamar, Roberto. «José Martí en los orígenes del antimperialismo latinoamericano». Spanish American Literature: From Romanticism to 'Modernismo' in Latin America. Eds. David William Foster & Daniel Altamiranda. New York & London: Garland, 1997: 247-255.
- Marbán, Jorge, «Evolución y formas en la prosa periodística de Josep Martí». Revista Iberoamericana 146-147 (gener-juny 1989): 211-222.
- Ramos, Julio. «Tres artículos desconocidos de Josep Martí». Revista Iberoamericana 146-147 (gener-juny 1989): 235-247.
- Schwartz, Kessel. «Josep Martí, the New York Herald and President Garfield's Assassin». Hispania 56 (1973): 335-42.

### Poesia
- Carter, Boyd. «Gutiérrez Nájera y Martí como iniciadores del modernismo». Revista Iberoamericana 28 (1962): 295-310.
- Hauser, Rex. «La poética de la artesanía y las claves sociales en la obra de Martí y González Prada». Revista Iberoamericana 55: 146-147 (gener-juny 1989): 223-233.
- Henríquez Ureña, Max. Breve historia del modernismo. México: Fondo de Cultura Económica, 1954; sobre la poesia de Martí, 49-63.
- Omaña, Balmiro. «Concepción de la poesía de Josep Martí». Revista Iberoamericana 146-147 (gener-juny 1989): 193-209.
- Sánchez, Luis Alberto. Escritores representativos de America. Primera serie. Segunda edición. 3 tomos. Madrid: Gredos, 1963: Tomo II, «Josep Martí», 189-202.
- Schulman, Ivan A. Símbolo y color en la obra de Josep Martí. Madrid: Editorial Gredos, 1960.
- ---. «Las estructuras polares en la obra de José Martí y Julià del Casal». Revista Iberoamericana 56 (1963): 251-282.
- ---. Génesis del modernismo: Martí, Nájera, Silva, Casal. México: Colegio de México/Washington University Press, 1968.
- Schulman, Ivan A. & Manuel Pedro González. Martí, Darío y el modernismo. Madrid: Editorial Gredos, 1969.